# Adriano Gabiru
Carlos Adriano de Souza Vieira (* 11. August 1977 in Maceió), auch als Adriano Gabiru bekannt, ist ein ehemaliger brasilianischer Fußballspieler.

## Karriere

### Verein
Adriano Gabiru begann seine Karriere 1996 beim brasilianischen Verein CS Alagoano. Von 1998 bis 2004 stand er beim Verein Atletico Paranaense unter Vertrag. Von dort wurde er in der Saison 1999/00 an den französischen Verein Olympique Marseille ausgeliehen. Nach seiner Rückkehr gewann er mit Atletico im Dezember 2001 die Série A 2001. Von 2004 bis 2005 schloss sich eine weitere Leihe an den Cruzeiro EC aus Belo Horizonte an.
Am 1. Januar 2006 wechselte er zum SC Internacional nach Porto Alegre. Im August des Jahres gewann er mit dem Klub die Copa Libertadores 2006. Im Dezember 2006 schoss er im Finale der FIFA-Klub-Weltmeisterschaft das einzige Tor beim 1:0-Sieg gegen den spanischen Verein FC Barcelona.
Im Jahre 2007 wurde Adriano Gabiru an die Vereine Figueirense FC und Sport Recife für jeweils sechs Monate verliehen. Von Mai bis Dezember 2008 wurde er an Goiás EC verliehen. Seine nächste Station war der aserbaidschanische Verein FK Keşlə. Im Anschluss wechselte er 2009 zum Guarani FC. Seine weiteren Stationen waren 2011 J. Malucelli Futebol, 2012 die Vereine CS Alagoano und Guarany FC (RS). Von 2014 bis 2017 stand er bei den Vereinen Conilon FC, SE Panambi und CA Taboão da Serra unter Vertrag.

### Nationalmannschaft
Für die Nationalmannschaft kam er beim erstmalig in einem Freundschaftsspiel gegen Nigeria am 11. Juni 2003 zu einem Einsatz. Hier kam er in der 70. Minute für Luís Fabiano aufs Feld. Acht Tage später kam Adriano zu einem kurzen zweiten Einsatz beim FIFA-Konföderationen-Pokal 2003 am 19. Juni 2003 gegen die Auswahl Kameruns. In der Partie wurde er in der 79. Minute für seinen Klubkameraden Kléberson eingewechselt.

## Erfolge
Atletico
- Campeonato Brasileiro de Futebol: 2001

Internacional
- Copa Libertadores: 2006
- FIFA-Klub-Weltmeisterschaft: 2006